# Delray Beach International Tennis Championships
A Delray Beach International Tennis Championships minden év január–februárjában megrendezett tenisztorna a floridai Delray Beachben.
Az ATP World Tour 250 Series része, az összdíjazása 500 000 dollár. A versenyen 32 versenyző vehet részt.
A mérkőzéseket szabadtéri, kemény borítású pályákon játsszák, 1993 óta. A helyszín 1999 óta Delray Beach, azelőtt a szintén floridai Coral Springsben rendezték a tornát.

## Győztesek

### Egyéni
| Év                     | Győztes               | Ellenfél a döntőben    | Eredmény a döntőben |
| Delray Beach, Florida  |                       |                        |                     |
| 2013                   | Ernests Gulbis        | Édouard Roger-Vasselin | 7-6(3), 6-3         |
| 2012                   | Kevin Anderson        | Marinko Matosevic      | 6-4, 7-6(2)         |
| 2011                   | Juan Martín del Potro | Janko Tipsarević       | 6-4, 6-4            |
| 2010                   | Ernests Gulbis        | Ivo Karlovic           | 6-2, 6-3            |
| 2009                   | Mardy Fish            | Jevgenyij Koroljov     | 7-5, 6-3            |
| 2008                   | Nisikori Kei          | James Blake            | 3-6, 6-1, 6-4       |
| 2007                   | Xavier Malisse        | James Blake            | 5-7, 6-4, 6-4       |
| 2006                   | Tommy Haas            | Xavier Malisse         | 6-3, 3-6, 7-6(5)    |
| 2005                   | Xavier Malisse        | Jiří Novák             | 7-6(6), 6-2         |
| 2004                   | Ricardo Mello         | Vincent Spadea         | 7-6(2), 6-3         |
| 2003                   | Jan-Michael Gambill   | Mardy Fish             | 6-0, 7-6(5)         |
| 2002                   | Davide Sanguinetti    | Andy Roddick           | 6-4, 4-6, 6-4       |
| 2001                   | Jan-Michael Gambill   | Xavier Malisse         | 7-5, 6-4            |
| 2000                   | Stefan Koubek         | Alex Calatrava         | 6-1, 4-6, 6-4       |
| 1999                   | Lleyton Hewitt        | Xavier Malisse         | 6-4, 6-7(2), 6-1    |
| Coral Springs, Florida |                       |                        |                     |
| 1998                   | Andrew Ilie           | Davide Sanguinetti     | 7-5, 6-4            |
| 1997                   | Jason Stoltenberg     | Jonas Björkman         | 6-0, 2-6, 7-5       |
| 1996                   | Jason Stoltenberg     | Chris Woodruff         | 7-6(4), 2-6, 7-5    |
| 1995                   | Todd Woodbridge       | Greg Rusedski          | 6-4, 6-2            |
| 1994                   | Luiz Mattar           | Jamie Morgan           | 6-4, 3-6, 6-3       |
| 1993                   | Todd Martin           | David Wheaton          | 6-3, 6-4            |

### Páros
| Év                     | Győztesek                          | Ellenfelek a döntőben            | Eredmény a döntőben  |
| Delray Beach, Florida  |                                    |                                  |                      |
| 2013                   | James Blake / Jack Sock            | Makszim Mirni / Horia Tecău      | 6–4, 6–4             |
| 2012                   | Colin Fleming / Ross Hutchins      | Michal Mertiňák / André Sá       | 2–6, 7–6(5), [15–13] |
| 2011                   | Scott Lipsky / Rajeev Ram          | Christopher Kas / Alexander Peya | 4–6, 6–4, [10–3]     |
| 2010                   | Bob Bryan / Mike Bryan             | Philipp Marx / Igor Zelenay      | 6–3, 7–6(3)          |
| 2009                   | Bob Bryan / Mike Bryan             | Marcelo Melo / André Sá          | 6-4, 6-4             |
| 2008                   | Makszim Mirni / Jamie Murray       | Bob Bryan / Mike Bryan           | 6-4, 3-6, [10-6]     |
| 2007                   | Xavier Malisse / Hugo Armando      | James Auckland / Stephen Huss    | 6-3, 6-7(4), [10-5]  |
| 2006                   | Mark Knowles / Daniel Nestor       | Chris Haggard / Wesley Moodie    | 6-2, 6-3             |
| 2005                   | Simon Aspelin / Todd Perry         | Jordan Kerr / Jim Thomas         | 6-3, 6-3             |
| 2004                   | Lijendar Pedzs / Radek Štěpánek    | Gastón Etlis / Martín Rodríguez  | 6-0, 6-3             |
| 2003                   | Lijendar Pedzs / Nenad Zimonjić    | Raemon Sluiter / Martin Verkerk  | 7-5, 3-6, 7-5        |
| 2002                   | Martin Damm / Cyril Suk            | David Adams / Ben Ellwood        | 6-4, 6-7(5), [10-5]  |
| 2001                   | Jan-Michael Gambill / Andy Roddick | Thomas Simada / Myles Wakefield  | 6-3, 6-4             |
| 2000                   | Brian MacPhie / Nenad Zimonjić     | Joshua Eagle / Andrew Florent    | 7-5, 6-4             |
| 1999                   | Makszim Mirni / Nenad Zimonjić     | Doug Flach / Brian MacPhie       | 7-6(3), 3-6, 6-3     |
| Coral Springs, Florida |                                    |                                  |                      |
| 1998                   | Grant Stafford / Kevin Ullyett     | Mark Merklein / Vince Spadea     | 7-5, 6-4             |
| 1997                   | Dave Randall / Greg van Emburgh    | Luke Jensen / Murphy Jensen      | 6-7, 6-2, 7-6        |
| 1996                   | Todd Woodbridge / Mark Woodforde   | Ivan Baron / Brett Hansen-Dent   | 6-3, 6-3             |
| 1995                   | Todd Woodbridge / Mark Woodforde   | Sergio Casal / Emilio Sánchez    | 6-3, 6-1             |
| 1994                   | Lan Bale / Brett Steven            | Ken Flach / Stephane Simian      | 6-3, 7-5             |
| 1993                   | Patrick McEnroe / Jonathan Stark   | Paul Annacone / Doug Flach       | 6-4, 6-3             |